# 斯坦·布里顿
斯坦·布里顿（英語：Stan Brittain，1931年10月4日—），英国男子自行车运动员。他曾代表英国参加1956年夏季奥林匹克运动会自行车比赛，获得公路自行车男子团体计时赛银牌。